# Piesendorf
Piesendorf é um município da Áustria, situado no distrito de Zell am See, no estado de Salzburgo. Tem 50,93 km² de área e sua população em 2019 foi estimada em 3.825 habitantes.